# Euorodalus paracoenosus
Euorodalus paracoenosus är en skalbaggsart som beskrevs av Vladimir Balthasar och Hrubant 1960. Euorodalus paracoenosus ingår i släktet Euorodalus och familjen Aphodiidae. Inga underarter finns listade i Catalogue of Life.